# حق إعادة الأوضاع إلى أصلها
مبدأ حق إعادة الأوضاع إلى أصلها، كجزء من القانون الدولي، عبارة عن إصدار خاص من القاعدة القانون لا ينشأ من عدم العدالة، والمتعلق بعدم شرعية كل الإجراءات غير المشروعة التي يمكن أن تقوم بها الدولة الغاصبة على أراضٍ مغتصبة معينة بعد إعادتها إلى الدولة الشرعية ذات السيادة. وبالتالي، إذا قامت الدولة الغاصبة بالاستيلاء على الممتلكات العامة أو الخاصة التي قد لا يمكن الاستيلاء عليها بشكل شرعي من خلال محتل عسكري، يمكن أن يطلب المالك الأصلي استعادة تلك الممتلكات بدون دفع تعويض. وهو مأخوذ من حق إعادة الأوضاع إلى أصلها، من القانون الروماني. جعل تدوين مجالات كبيرة من القانون الدولي حق إعادة الأوضاع إلى أصلها غير ضروري إلى حد كبير. ويمكن النظر إليه على أنه مفهوم تاريخي، أو مصطلح يصف بصفة عامة تبعات الإجراءات القانونية لدولة غاصبة بعد انتهاء الاحتلال.

## كتابات أخرى
Woltag, J.-C., 'Postliminium' in Wolfrum, R. (ed) Max Planck Encyclopedia of Public International Law (Oxford University Press 2009). *"Max Planck Encyclopedia of Public International Law". مؤرشف من الأصل في 2018-05-01.

## وصلات خارجية
- Grotius, On the Law of War and Peace, the Right of Postliminium